# JW Marriott Marquis Dubai Hotel
Emirates Park Towers Hotel & Spa, sinds 2013 het JW Marriott Marquis Dubai en niet meer de Emirates Park Towers, is een complex in Dubai, Verenigde Arabische Emiraten. De bouw van het complex, dat bestaat uit twee identieke wolkenkrabbers, begon in 2006. De zuidelijke toren werd in 2012 opgeleverd en de noordelijke toren in 2013.
Bouwheer en eigenaar van het complex is The Emirates Group.  In de dubbeltorens bevindt zich het JW Marriott Marquis Dubai Hotel, met 1.608 kamers uitgebaat door Marriott International.  Het complex heeft een kostprijs van AED 1,8 miljard.
Beide torens zijn 355,4 meter hoog zijn en tellen 82 verdiepingen. Ze zijn door Archgroup Consultants in postmoderne stijl ontworpen en bevatten onder andere een fitnessruimte, een kuuroord, een zakencentrum en een zwembad.De torens hebben anno 2012 het hoogste punt bereikt, en werden een na een in respectievelijk 2012 en 2013 in gebruik genomen.

## Galerij bouwperiode

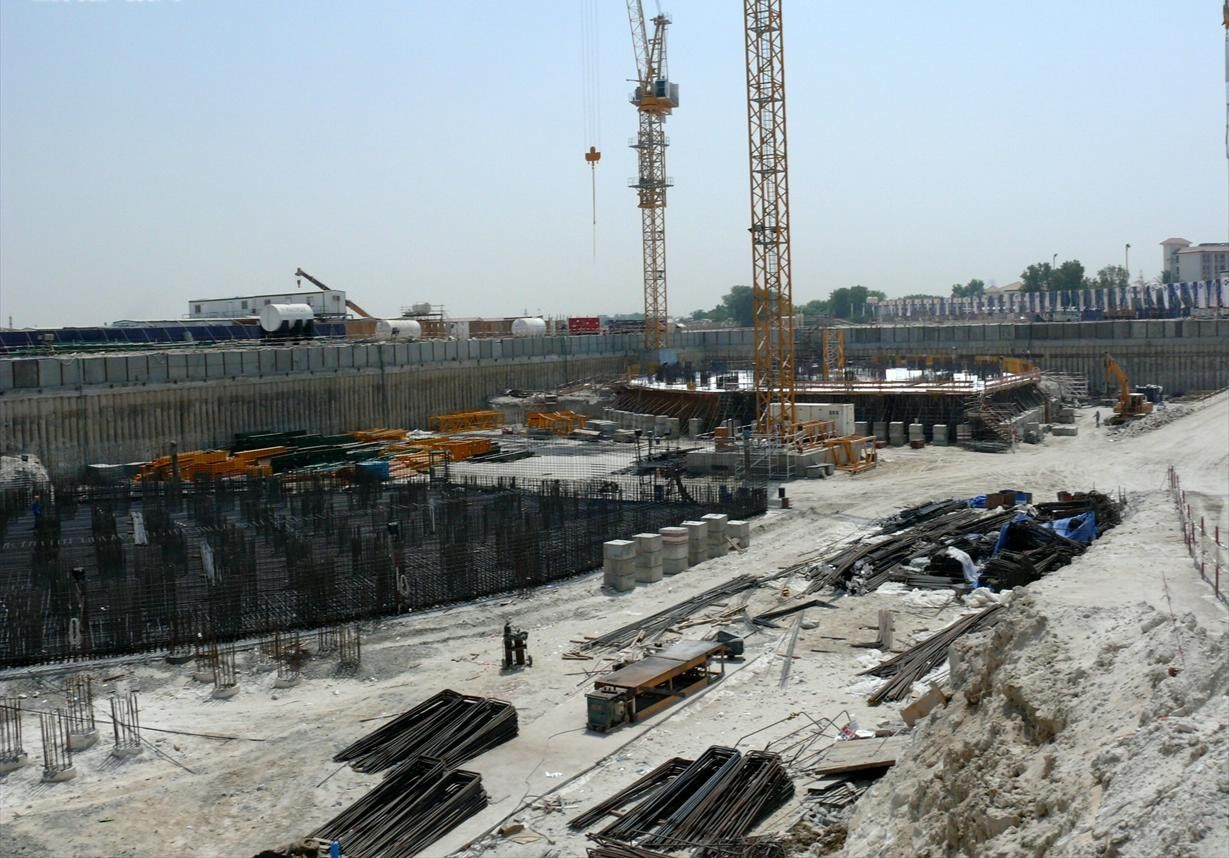
Emirates Park op 20 september 2007
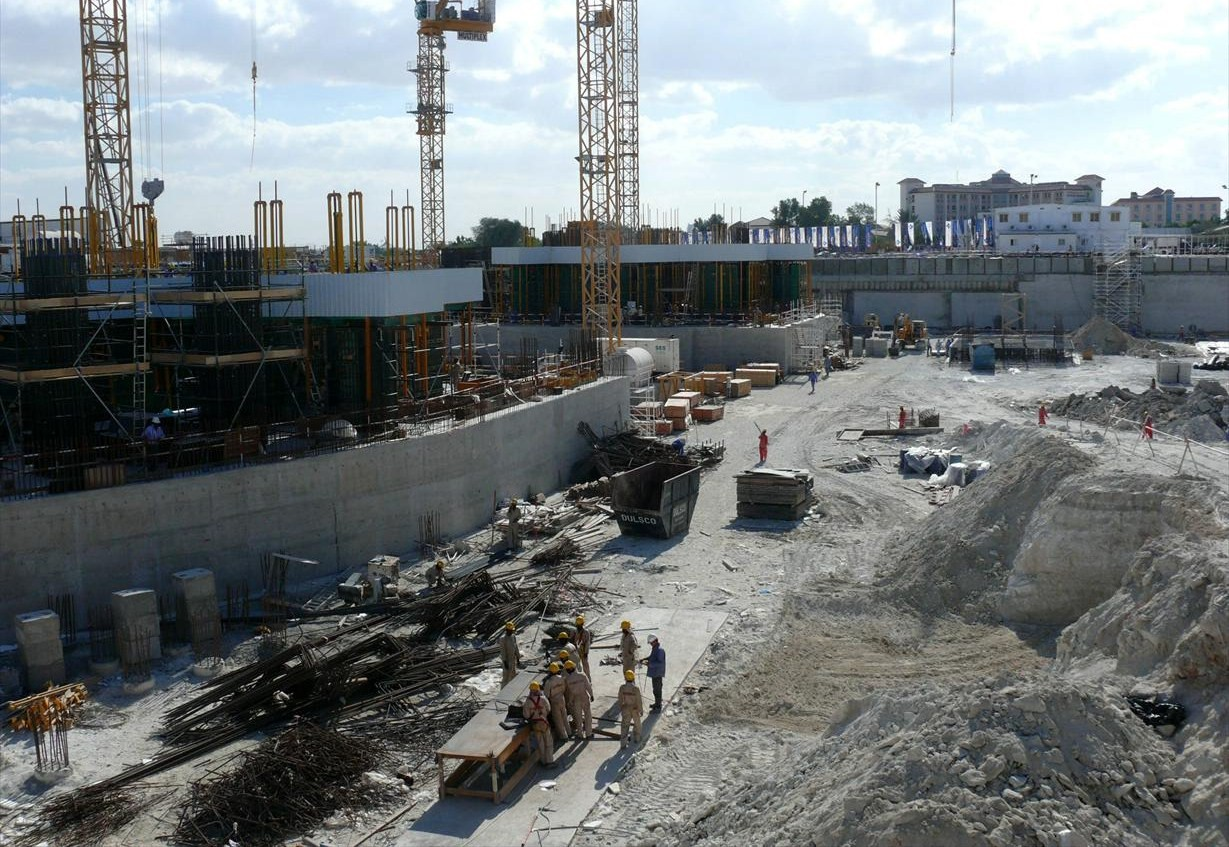
Emirates Park op 29 november 2007
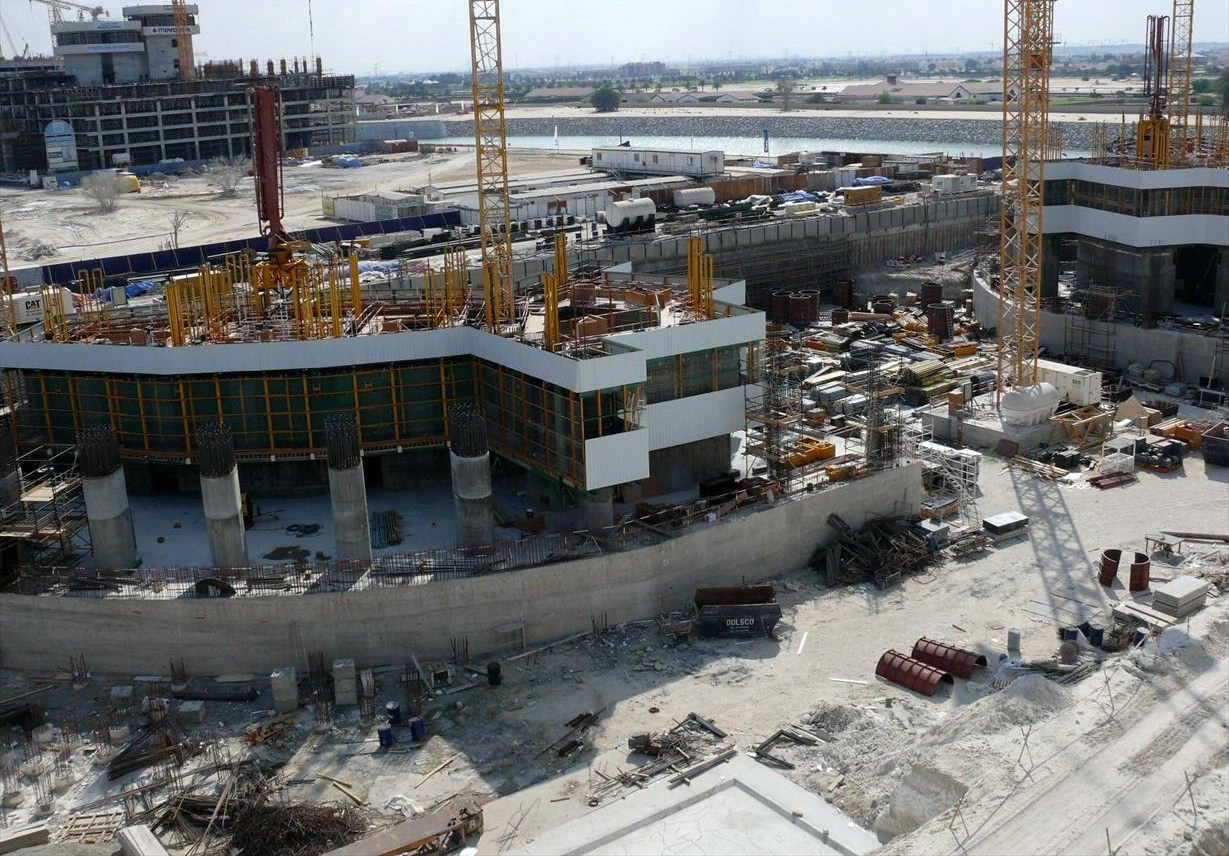
Emirates Park op 28 december 2007
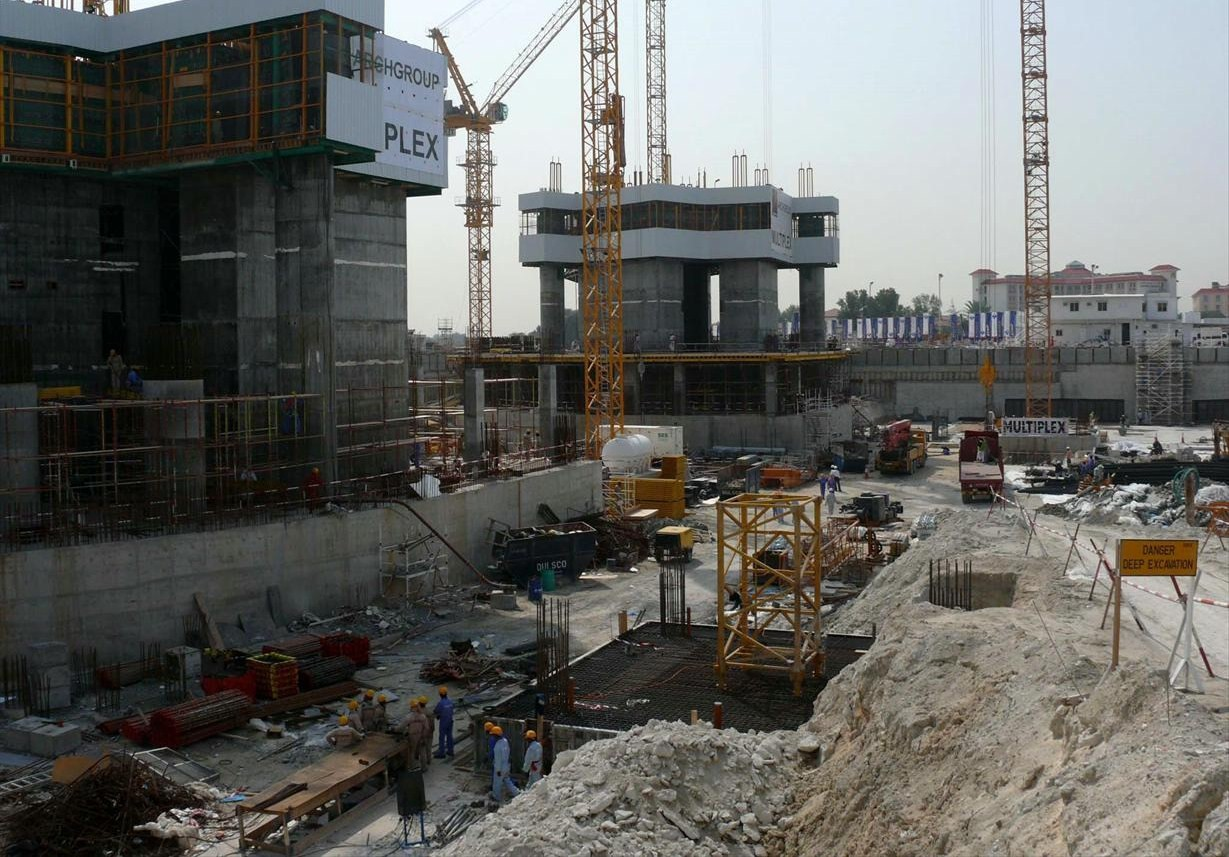
Emirates Park Towers Hotel & Spa op 31 januari 2008